# Кунройт
Кунройт (нем. Kunreuth) — община в Германии, в земле Бавария. 
Подчиняется административному округу Верхняя Франкония. Входит в состав района Форххайм. Подчиняется управлению Госберг.  Население составляет 1361 человек (на 31 декабря 2010 года). Занимает площадь 9,79 км².

## Население
По оценке на 31 декабря 2015 года население общины Кунройт составляет 1394 чел. 

| Дата      | 1840 | 1871 | 1900 | 1925 | 1939 | 1950 | 1961 | 1970 | 1987 | 2011 |
| --------- | ---- | ---- | ---- | ---- | ---- | ---- | ---- | ---- | ---- | ---- |
| Население | 997  | 1028 | 941  | 941  | 901  | 1395 | 1131 | 1159 | 1241 | 1378 |

| Год       | 1960 | 1970 | 1980 | 1990 | 2000 | 2009 | 2010 | 2011 | 2012 | 2013 | 2014 | 2015 |
| --------- | ---- | ---- | ---- | ---- | ---- | ---- | ---- | ---- | ---- | ---- | ---- | ---- |
| Население | 1145 | 1158 | 1202 | 1304 | 1380 | 1354 | 1361 | 1387 | 1370 | 1385 | 1364 | 1394 |

## Известные уроженцы
- Фридрих фон Мюллер (1779 —1849) — канцлер Великого герцогства Саксен-Веймар-Эйзенах.